# Vojvodstvo Lodz
Vojvodstvo Lodz (Województwo Łódzkie) je jedno od 16 vojvodstava u Poljskoj. 
Ustanovljeno je 1. siječnja 1999. godine. Središte vojvodstva je Łódź.

## Gradovi i općine
Vojvodstvo uključuje 43 grada i općine, ovdje poredanih po broju stanovnika 2007.):
| 1. Łódź (764,168) 2. Piotrków Trybunalski (79,367) 3. Pabianice (70,445) 4. Tomaszów Mazowiecki (66,705) 5. Bełchatów (62,062) 6. Zgierz (58,313) 7. Radomsko (49,152) 8. Skierniewice (48,761) 9. Kutno (47,557) 10. Zduńska Wola (44,370) 11. Sieradz (44,045) 12. Łowicz (30,204) 13. Wieluń (24,347) 14. Opoczno (22,708) 15. Ozorków (20,571) 16. Aleksandrów Łódzki (20,512) 17. Łask (18,684) 18. Rawa Mazowiecka (17,643) 19. Konstantynów Łódzki (17,564) 20. Łęczyca (15,423) 21. Głowno (15,167) 22. Koluszki (13,407) | 23. Brzeziny (12,373) 24. Żychlin (8,880) 25. Wieruszów (8,759) 26. Zelów (8,173) 27. Poddębice (7,875) 28. Tuszyn (7,178) 29. Pajęczno (6,674) 30. Sulejów (6,387) 31. Działoszyn (6,276) 32. Krośniewice (4,647) 33. Drzewica (3,945) 34. Przedbórz (3,758) 35. Stryków (3,566) 36. Złoczew (3,403) 37. Warta (3,388) 38. Rzgów (3,338) 39. Biała Rawska (3,182) 40. Uniejów (2,916) 41. Kamieńsk (2,858) 42. Błaszki (2,179) 43. Szadek (2,007) |